# Fritz Nachmann
Fritz Nachmann (Kreuth, 16 de agosto de 1929) es un deportista alemán que compitió para la RFA en luge en las modalidades individual y doble.
Participó en dos Juegos Olímpicos de Invierno en los años 1964 y 1968, obteniendo una medalla de bronce en Grenoble 1968 en la prueba doble. Ganó cinco medallas en el Campeonato Mundial de Luge entre los años 1955 y 1963, y una medalla en el Campeonato Europeo de Luge de 1967.

## Palmarés internacional
| Juegos Olímpicos   | Juegos Olímpicos   | Juegos Olímpicos  | Juegos Olímpicos |
| Año                | Lugar              | Medalla           | Prueba           |
| ------------------ | ------------------ | ----------------- | ---------------- |
| 1968               | Grenoble (Francia) | Medalla de bronce | Doble            |
| Campeonato Mundial |                    |                   |                  |
| Año                | Lugar              | Medalla           | Prueba           |
| 1955               | Oslo (Noruega)     | Medalla de bronce | Doble            |
| 1957               | Davos (Suiza)      | Medalla de oro    | Doble            |
| 1958               | Krynica (Polonia)  | Medalla de oro    | Doble            |
| 1962               | Krynica (Polonia)  | Medalla de plata  | Doble            |
| 1963               | Imst (Austria)     | Medalla de oro    | Individual       |
| Campeonato Europeo |                    |                   |                  |
| Año                | Lugar              | Medalla           | Prueba           |
| 1967               | Königssee (RFA)    | Medalla de plata  | Individual       |